# Municipio de Kent (Dakota del Norte)
El municipio de Kent (en inglés: Kent Township) es un municipio ubicado en el condado de Dickey en el estado estadounidense de Dakota del Norte. En el año 2010 tenía una población de 29 habitantes y una densidad poblacional de 0,31 personas por km².

## Geografía
El municipio de Kent se encuentra ubicado en las coordenadas 46°4′25″N 98°19′5″O / 46.07361, -98.31806. Según la Oficina del Censo de los Estados Unidos, el municipio tiene una superficie total de 93 km², de la cual 92,93 km² corresponden a tierra firme y (0,07 %) 0,06 km² es agua.

## Demografía
Según el censo de 2010, había 29 personas residiendo en el municipio de Kent. La densidad de población era de 0,31 hab./km². De los 29 habitantes, el municipio de Kent estaba compuesto por el 100 % blancos. Del total de la población el 0 % eran hispanos o latinos de cualquier raza.